# HMAS Castlemaine
Le HMAS Castlemaine (J244-M244-A248), portant le nom de la ville de Castlemaine, État de Victoria, était l'une des 60 corvettes de classe Bathurst construites pendant la Seconde Guerre mondiale, et l'une des 36 initialement commandées uniquement par la Royal Australian Navy (RAN).
Lancé en 1941 et mis en service en 1942, Castlemaine a opéré pendant la Seconde Guerre mondiale dans les eaux de l'Australie, de la Nouvelle-Guinée et du Timor. Le navire est resté en service jusqu'en 1945, date à laquelle il a été désarmé, mis en réserve et converti en navire-école statique. En 1973, Castlemaine a été présenté au Maritime Trust of Australia pour sa conversion en navire-musée.

## Histoire opérationnelle
Après sa mise en service, Castlemaine a navigué vers Sydney, où il a participé à des exercices d'entraînement et à l'escorte de convois le long de la côte est de l'Australie. Dans la nuit du 11 août 1942, la corvette est entrée en collision avec un ferry, nécessitant une semaine de réparations au chantier naval de Cockatoo Island Dockyard (en).
Après les réparations, Castlemaine a été chargé de soutenir et de fournir des opérations de guérilla alliées au Timor. Fin novembre 1942, le RAN a été appelé à évacuer les commandos de la 2/2nd Independent Company (une tentative d'évacuation en septembre a échoué lorsque le destroyer HMAS Voyager (D31) s'est échoué et a été sabordé après avoir été gravement endommagé en attaquant des avions japonais), un contingent de troupes hollandaises et plus de 100 civils portugais, tout en livrant un contingent de secours. Castlemaine avec la corvette HMAS Armidale (J240) (en) et le patrouilleur auxiliaire HMAS Kuru (en) ont été affectés à l'opération par le commodore Cuthbert Pope.
Le 15 décembre 1942, Castlemaine escortait les navires marchands Period et James Cook jusqu'à l'île Thursday lorsqu'ils ont été attaqués par des avions japonais. Quatre membres de l'équipage de Period ont été tués et les trois navires ont été attaqués deux fois de plus le 15 décembre et une quatrième fois le 16 décembre. Aucun autre dommage n'a été subi, l'avion ayant été chassé par l'armement anti-aérien de la corvette aux quatre occasions.
À la suite du retrait allié du Timor au début de 1943, Castlemaine a été affecté au déminage et aux fonctions d'escorte dans les eaux du nord de l'Australie. Cela a continué jusqu'à la fin de 1943, quand il a été réaffecté au rôle d'escorte de convoi entre le Queensland et la Nouvelle-Guinée. En août 1944, la corvette a été chargée des fonctions de surveillance dans les eaux australiennes, avant de naviguer à Hong Kong pour la capitulation du Japon en septembre 1945.
Le navire a reçu trois Honneur de bataille pour son service en temps de guerre: «Darwin 1942–43», «Pacific 1942–43» et «Nouvelle Guinée 1942–44».

## Désarmement et préservation
Castlemaine a été désarmé le 14 décembre 1945. Il a été affecté au HMAS Cerberus à Crib Point comme navire de formation pour les artificiers de la salle des machines et pour la formation de contrôle des avaries pour le personnel de service.
En septembre 1973, Castlemaine a été donné au Maritime Trust of Australia par le gouvernement de l'Australie pour être restauré et converti en navire musée. Il est actuellement amarré à Gem Pier (en), Williamstown (Victoria), adjacent à la maison historique des douanes. Le navire n'est plus capable de naviguer, car le pont principal du mess abrite un musée, et les moteurs ont été convertis pour fonctionner à l'air comprimé, affichant leur fonctionnement mécanique aux visiteurs.
Entre le 14 et le 29 août 2015, Castlemaine a été mis en cale sèche pour l'entretien, le nettoyage et la préservation de la coque au chantier naval Williamstown Dockyard situé à proximité.
Le navire est l'un des deux exemples survivants de la classe de Bathurst, l'autre étant le HMAS Whyalla (J 153).

## Galerie

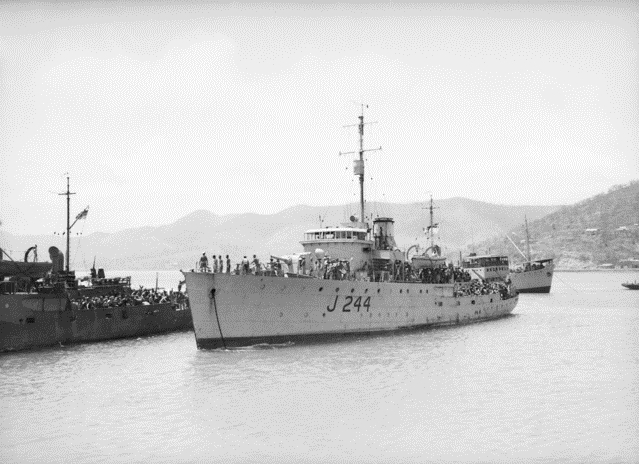
HMAS Castlemaine en 1942
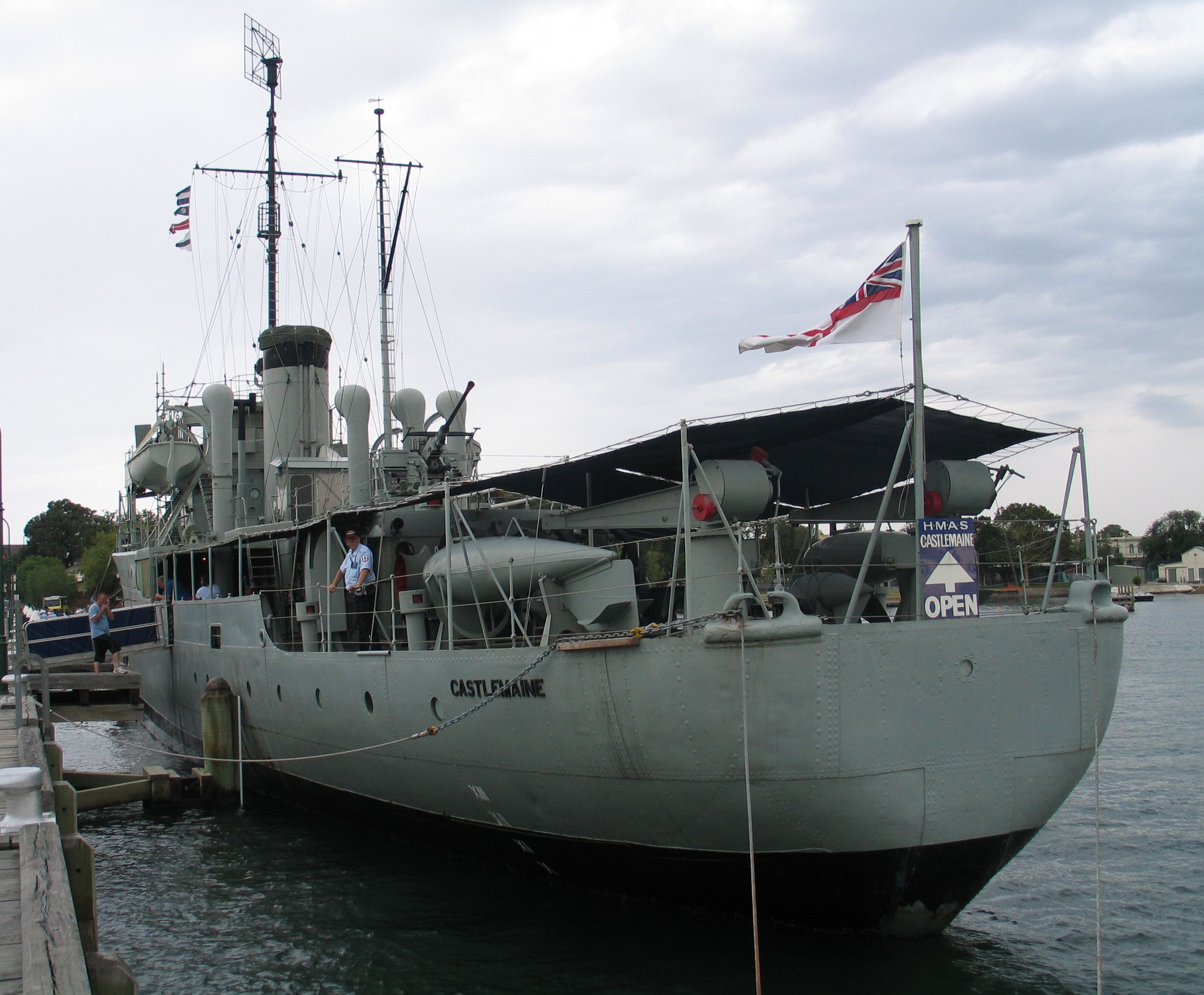
Museum-ship "Castlemaine" à quai
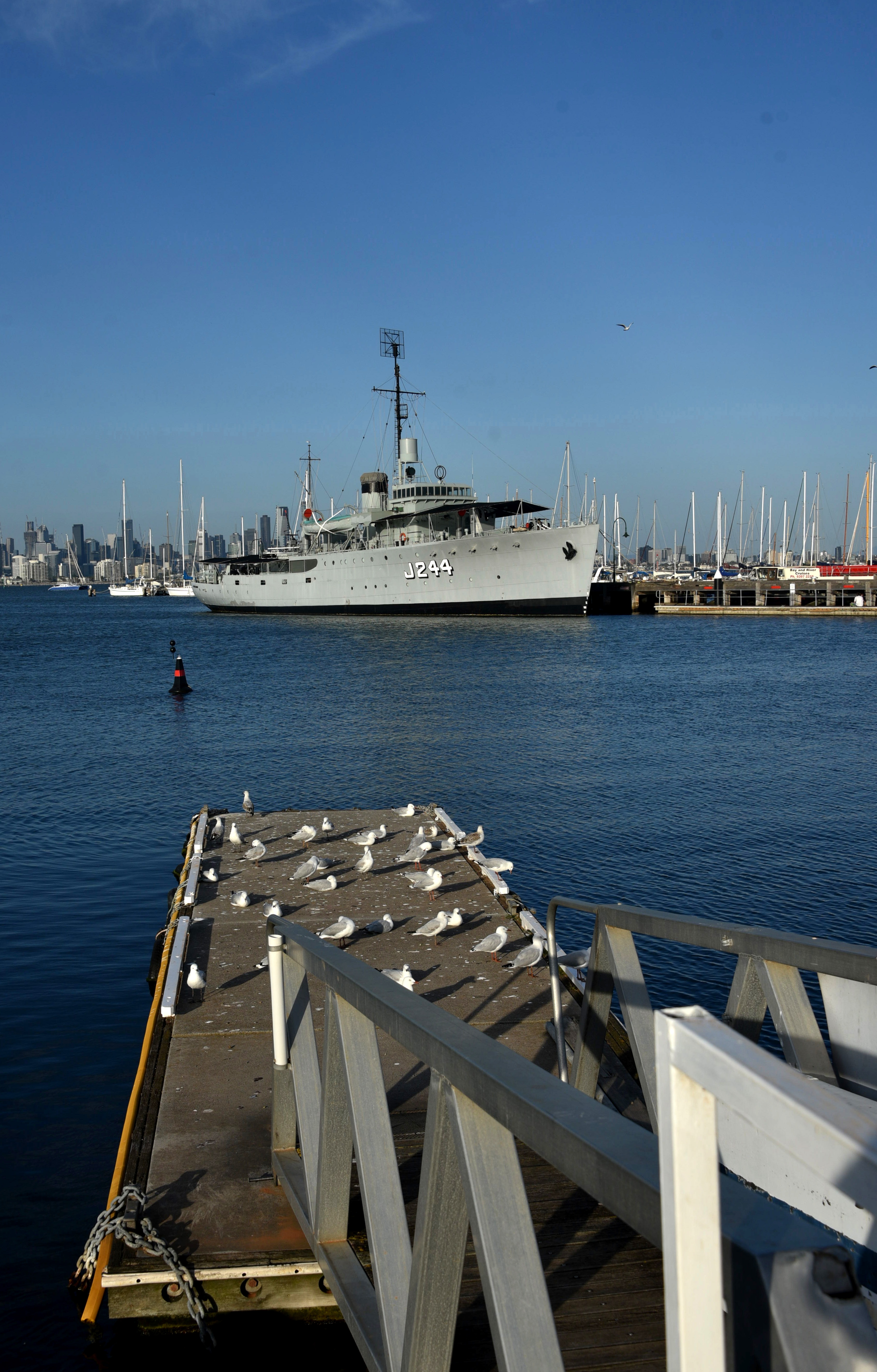
"Castlemaine" en 2020